# Scenopinus glabrifrons
Scenopinus glabrifrons är en tvåvingeart som beskrevs av Johann Wilhelm Meigen 1824. Scenopinus glabrifrons ingår i släktet Scenopinus och familjen fönsterflugor. Inga underarter finns listade i Catalogue of Life.